# 26501 Sachiko
26501 Sachiko (2000 CP2) là một tiểu hành tinh vành đai chính được phát hiện ngày 2 tháng 2 năm 2000 bởi T. Kobayashi ở Oizumi.